# Ribosomen-Display
Das Ribosomen-Display ist eine biochemische Methode zum Nachweis von Protein-Protein-Interaktionen oder zur Identifikation der DNA-Sequenz eines Proteinliganden. Es ist eine Variante des molekularen Displays.

## Prinzip
Durch Zugabe des Antibiotikums Puromycin kommt es zu einer Unterbrechung bei der Proteinbiosynthese, bei der die mRNA und das von ihr codierte, entstehende Protein am Ribosom fixiert wird. Da das Ribosomen-Display in vitro erfolgt, eignet es sich auch bei toxischen Proteinen. Im Vergleich zum Phagen-Display ist das Ribosomen-Display schneller, erlaubt unnatürliche Aminosäuren und größere RNA-Bibliotheken. Weiterhin ist keine Klonierung oder Transformation bzw. Transduktion erforderlich. Probleme stellen unter anderem Nukleasen dar.